# Harriet Wistrich

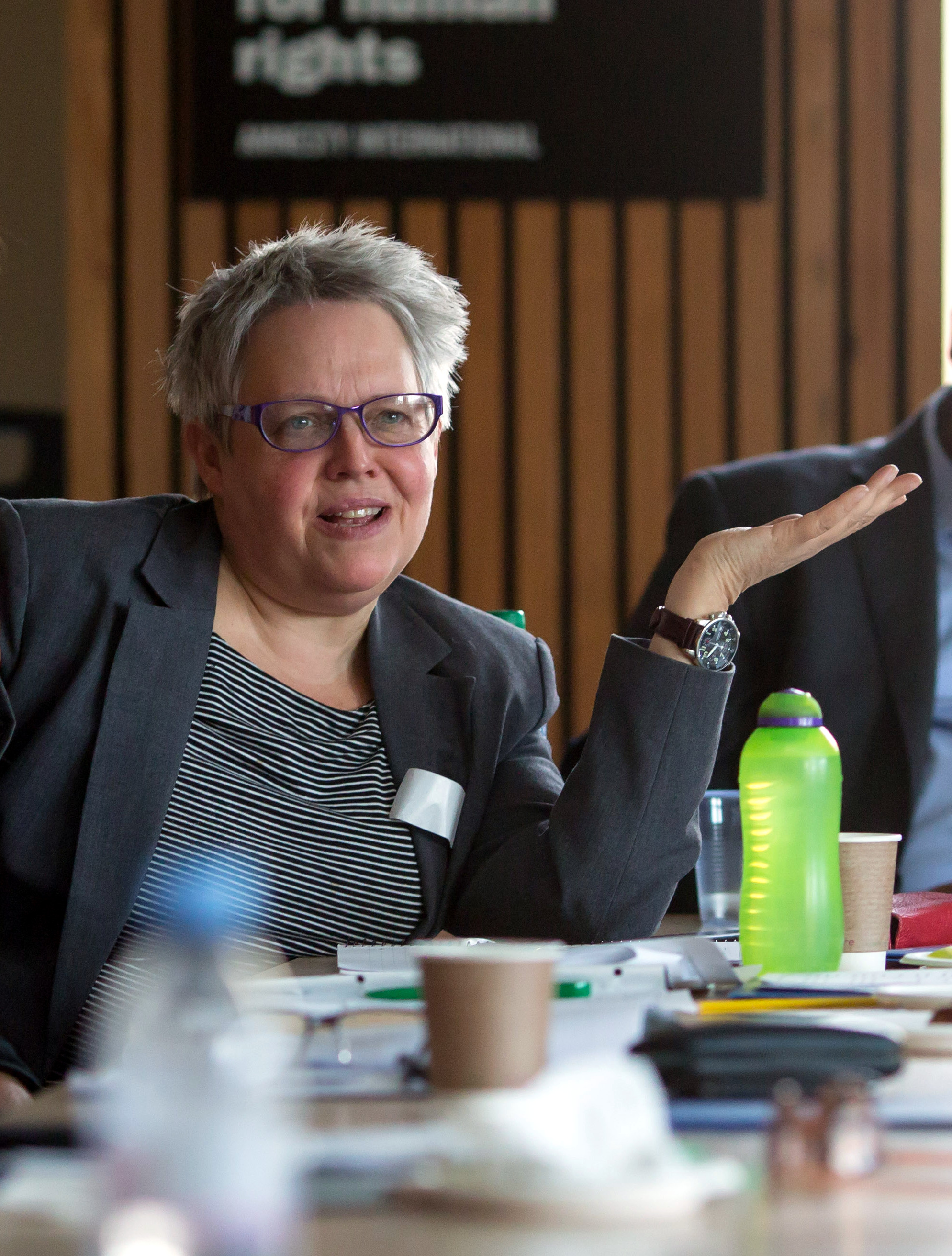
Harriet Wistrich (2016)

Harriet K. Wistrich (geboren 1960 in Hampstead, London) ist eine britische Rechtsanwältin und Frauenrechtlerin.

## Leben
Harriet Wistrich wuchs in einer liberalen Familie der oberen Mittelschicht auf. Sie ist eine Tochter von Enid Wistrich, die als Reader in Politikwissenschaften an der Middlesex University arbeitete. Ihr Vater Ernest Wistrich stammt aus Danzig und brachte sich vor dem Holocaust als Schüler in England in Sicherheit. Er arbeitete als Gewerkschaftssekretär und wurde 1966 Direktor beim European Movement.
Wistrich studierte Philosophie, Politik und Ökonomie an der Universität Oxford. Sie studierte dann noch Jura und machte 1995 das Examen an der Universität Westminster. 1997 bestand sie die Prüfung zum Solicitor.
Wistrich war 1991 Mitgründerin der Gruppe Justice for Women (JFW), die sich um die rechtliche Vertretung von weiblichen Gewalttätern kümmert, die von ihren Partner misshandelt wurden. Sie erreichte zusammen mit ihrer Lebenspartnerin Julie Bindel 1995 eine Urteilsänderung und damit die Freilassung von Emma Humphreys, die als Siebzehnjährige ihren Freund erstochen hatten. Sie konnten nachweisen, dass Humpreys vorher misshandelt worden war. Humpreys starb drei Jahre später an einer Überdosis Rauschmittel. Bindel und Wistrich gaben danach das Tagebuch Humpreys heraus und stifteten einen Preis für Engagement gegen Gewalt gegenüber Kindern und Frauen.
2002 wurde Wistrich in die Kanzlei Birnberg Peirce und Partners aufgenommen. Wistrich vertrat wiederholt Frauen bei Prozessen, die auch in der Öffentlichkeit diskutiert wurden. Sie war 2005 Anwältin der Familie des von der Polizei erschossenen Brasilianers Jean Charles de Menezes.
Wistrich schreibt Beiträge für die Zeitung The Guardian.

## Schriften (Auswahl)
- The Use and Misuse of Identity Politics, in D. Harway (Hrsg.): A Word in Edgeways: Jewish Feminists Respond. London: Jewish Feminist Publications, 1988, S. 22–29
- mit Julie Bindel: The Map of My Life: The Story of Emma Humphreys. Astraia, London 2003, ISBN 978-0-95463-410-0.